# Callogobius clitellus
Callogobius clitellus е вид бодлоперка от семейство Попчеви (Gobiidae). Видът не е застрашен от изчезване.

## Разпространение и местообитание
Разпространен е в Австралия, Индонезия, Палау, Папуа Нова Гвинея, Соломонови острови и Филипини.
Обитава крайбрежията и пясъчните дъна на морета, заливи и рифове. Среща се на дълбочина от 3 до 21 m, при температура на водата от 24,2 до 28,9 °C и соленост 32,2 – 34,2 ‰.

## Описание
На дължина достигат до 5 cm.